# Deporte en Argelia
El deporte en Argelia se remonta a la antigüedad. En las montañas Aurès, la gente jugaba juegos como El Kherdba o El khergueba (una variante de ajedrez). Jugar a las cartas, damas y juegos de ajedrez son parte de la cultura. Carreras de caballos y tiro con rifle están entre las tradiciones recreativas de Argelia.
El primer medallista de oro de Argelia, árabe y africano fue Boughera El Ouafi en la maratón de los juegos Olímpicos de 1928 de Ámsterdam. El segundo argelino medallista fue el corredor de maratón Alain Mimoun, que ganó el maratón de los Juegos Olímpicos de Verano de 1956 en Melbourne.
El Ministerio de Juventud y Deportes en Argelia gestiona las actividades relacionadas con el deporte.

## Deportes populares

### Fútbol
El más conveniente y popular deporte en Argelia es  el fútbol. Durante la Guerra de Argelia, el equipo de fútbol  FLN (Le onze de l'indépendance), estaba conformado por los jugadores que más tarde se unieron al Frente de Liberación Nacional (FLN) (un movimiento de la independencia de Argelia), y participó en varios torneos y eventos deportivos. [cita requerida]
La Federación de Fútbol Argelina (AFF) es una asociación de clubes de fútbol de Argelia que organiza las competiciones nacionales e internacionales de los partidos del equipo nacional de fútbol. La AFF se encarga de organizar los encuentros del Campeonato de Argelia de fútbol, una liga profesional de 16 clubes, la Copa Argelina, y también es miembro de la Confederación Africana de Fútbol. Notables jugadores en la historia del deporte argelino son: Lakhdar Belloumi, Rachid Mekhloufi, Hassen Lalmas, Rabah Madjer, Salah Assad y Djamel Zidane. 
La selección de fútbol de Argelia clasificó para la Copa Mundial de la FIFA de 1982, 1986, 2010 y, más recientemente en la edición de 2014. En 1982, el equipo nacional estuvo cerca de pasar a la segunda ronda, pero fue eliminado después de que Alemania derrotó a Austria, en el llamado "pacto de no agresión de Gijón". En 2014 Argelia, avanzó a la Ronda de 16, por primera vez después de terminar en segundo lugar en el Grupo H. Además, varios de los clubes de fútbol han ganado trofeos continental e internacionalmente, tales como los clubes ES Sétif y JS Kabylie. 

### Balonmano
El balonmano es el segundo más popular entre los espectadores y participantes del deporte en Argelia. El equipo nacional de balonmano tiene seis títulos del Campeonato de África, cuatro medallas de oro en los Juegos Panafricanos y otros títulos en participaciones del Mundial masculino de Balonmano y en los Juegos Olímpicos. 
Argelia, junto con Túnez, es uno de los mejores equipos masculinos de balonmano africanos. El equipo ha ganado varios títulos incluidos el Campeonato de África de 1981, 1983, 1985, 1987, 1989 y 1996. El equipo nacional femenino de balonmano también ha triunfado en los torneos del Campeonato de África y los juegos Pan Árabe.

### Atletismo
Argelia tiene una fuerte reputación en la media distancia (800 m, 1.500 m, 5.000 m); ha tenido ganadores en el campeonato del Mundo de la IAAF y medallas de oro en los Juegos Olímpicos. Varios hombres y mujeres han sido campeones en atletismo desde la década de 1990, incluyendo a Noureddine Morceli, Hassiba Boulmerka, Nouria Mérah-Benida, y Taoufik Makhloufi — todos especialistas en la media distancia.

### Boxeo
Argelia ha tenido muchos Africanos y campeones mundiales en el boxeo, y ha ganado muchas medallas en boxeo en los Juegos Olímpicos. El país de boxeo de campeones han incluido Mohamed Benguesmia, Loucif Hamani, y Hocine Soltani, el campeón Olímpico en Atlanta 1996.

### Ciclismo

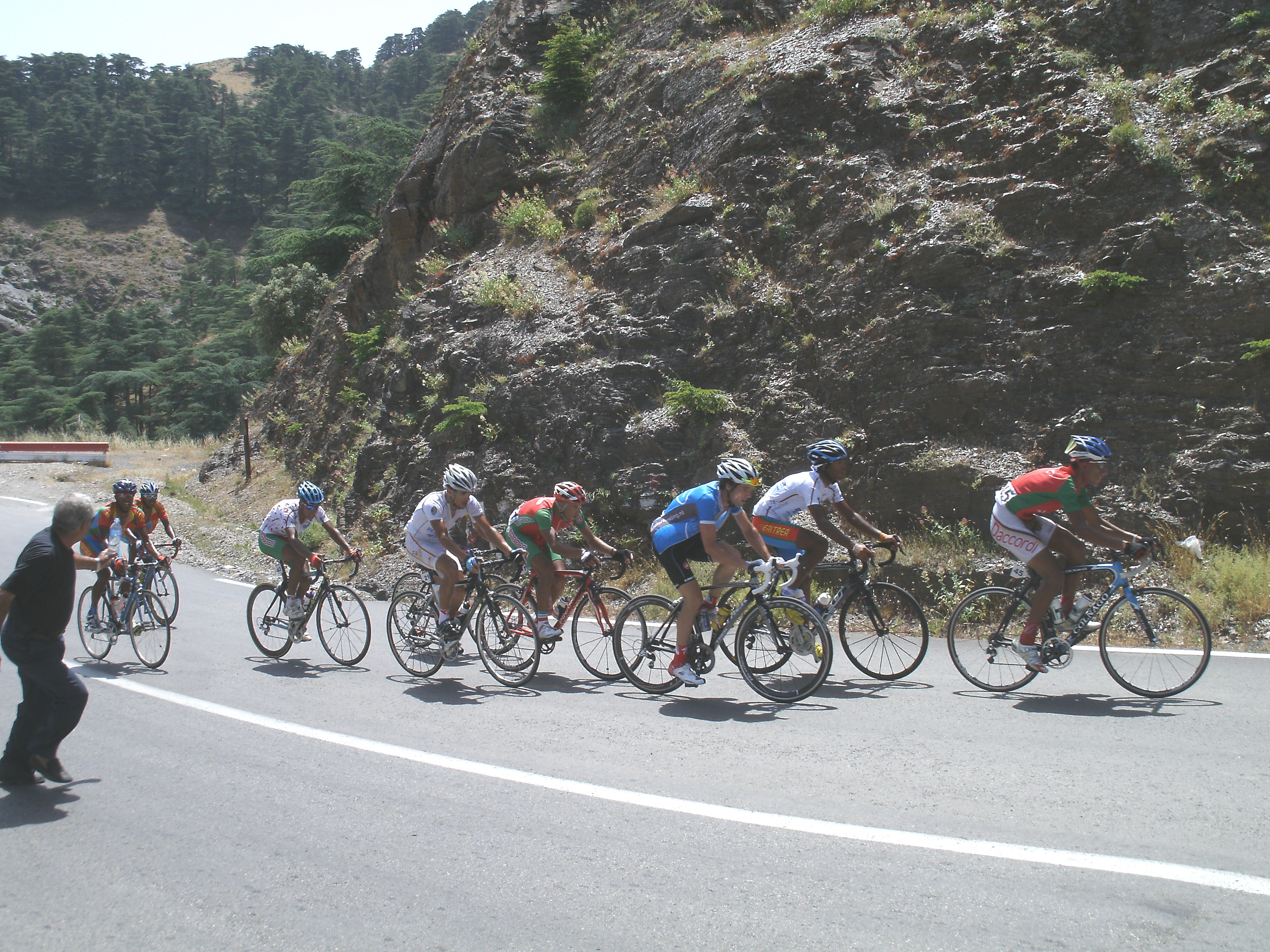
La Tour d'Algérie se inició en 1956

Notables ciclistas de Argelia incluyen a Hichem Chaabane, Redouane Chabaane, Abdel Basset Hannachi, Azedine Lagab, Eddy Lembo y Youcef Reguigui.

### Artes marciales
Argelia ha tenido decenas de miles de profesionales de Vovinam, algunos de los cuales compitieron en el Campeonato del Mundo de 2011 en la ciudad de Ho Chi Minh City. En judo, Amar Benikhlef y Ali Idir han ganado el campeonato Africano de Judo en varias ocasiones en sus categorías. Varias mujeres, incluyendo a Soraya Haddad y Salima Souakri también han ganado medallas en el Campeonato femenino de las Naciones de África, y Judo en los Juegos Olímpicos.

### Voleibol
El equipo de voleibol calificó para el Campeonato Mundial masculino de Voleibol FIVB 2010. 

### Baloncesto
El baloncesto es otro deporte importante en Argelia; sin embargo, el país ha ganado pocos títulos internacionales.

### Otros deportes

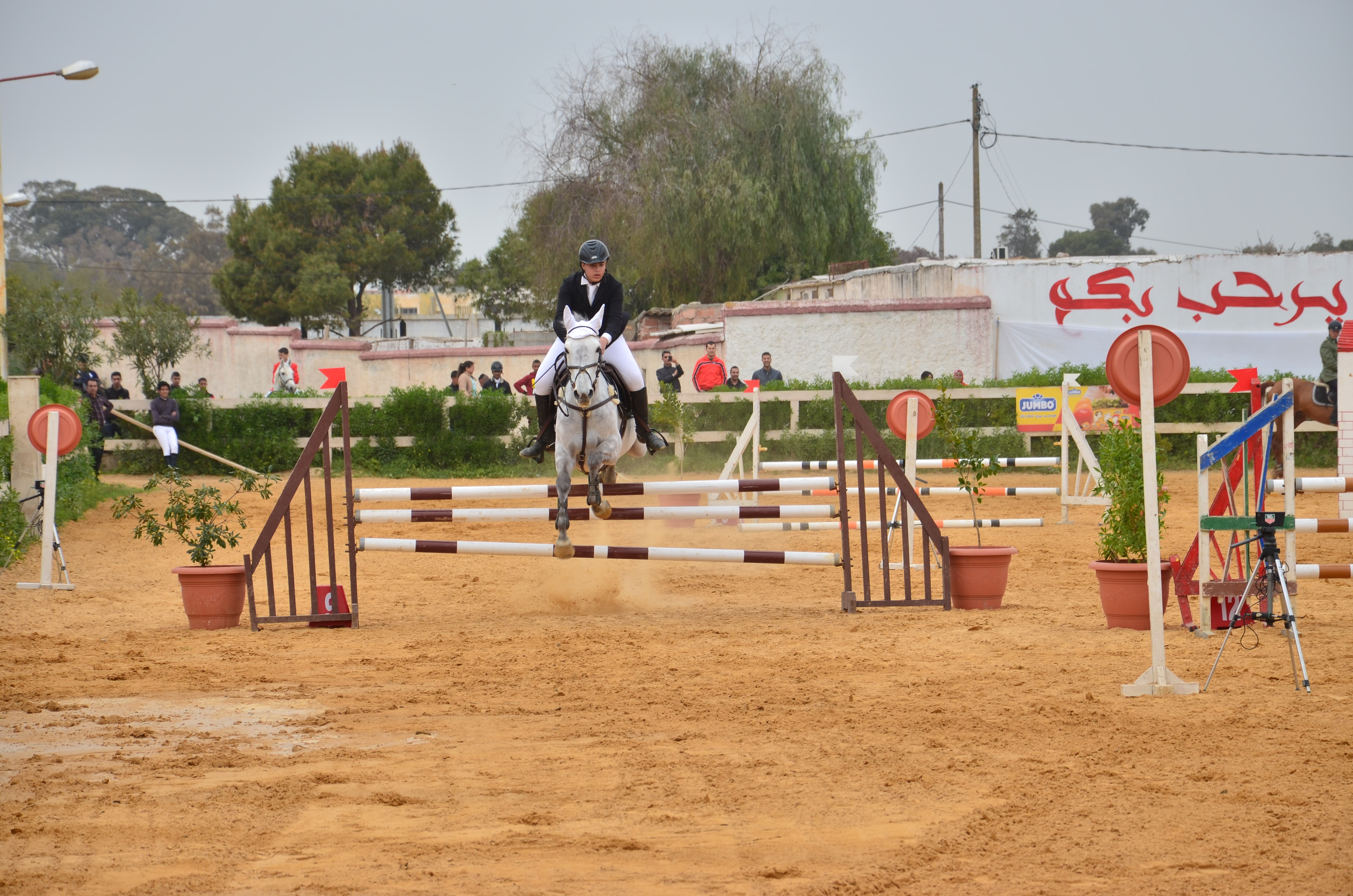
Salto ecuestre.

El nadador Salim Iles compitió en los juegos Olímpicos de 2004.
Otro deporte en constante crecimiento en Argelia es el Rugby. El equipo nacional de rugby jugó su primer partido oficial el 18 de diciembre de 2015 desde la creación de la federación de rugby. Este también fue el primer partido internacional jugado en territorio Argelino (Orán), que fue televisado a través del canal Algerie en el país por primera vez.

## Eventos deportivos organizados
- 1960 Copa Mundial Militar (La Argelia Francesa)
- 1975 Juegos del Mediterráneo
- 1978 Juegos All-África
- 1990 Copa Africana de Naciones
- 2004  Juegos Pan Árabe
- 2005 Campeonato del Mundo de Voleibol Sub-19
- 2007 Todos Los Juegos De África

## Mejores atletas del año
A continuación la lista de los Mejores Premios a los atletas del año organizado por la Argelia Press Service (APS), desde 1977, en colaboración con la prensa nacional.
| Año  | Atleta                | deporte      |
| ---- | --------------------- | ------------ |
| 1977 | Sakina Boutamine      | atletismo    |
| 1977 | Abderrahmane Morceli  | atletismo    |
| 1978 | Amar Brahmia          | atletismo    |
| 1978 | Zaza Affane           | natación     |
| 1979 | Rachid Habchaoui      | atletismo    |
| 1980 | Hachemi Abdenouz      | atletismo    |
| 1981 | Lakhdar Belloumi      | fútbol       |
| 1982 | Rabah Madjer          | Fútbol       |
| 1983 | Othmane Belfaa        | atletismo    |
| 1984 | Mustapha Moussa       | Boxeo        |
| 1985 | Djamel Menad          | Fútbol       |
| 1986 | Abdelkrim Harkat      | Judo         |
| 1987 | Nacéra Zaâboub        | atletismo    |
| 1988 | Azzedine Brahmi       | atletismo    |
| 1989 | Omar Azeb             | Balonmano    |
| 1990 | Noureddine Morceli    | atletismo    |
| 1991 | Hassiba Boulmerka     | atletismo    |
| 1991 | Noureddine Morceli    | atletismo    |
| 1992 | Hassiba Boulmerka     | atletismo    |
| 1992 | Noureddine Morceli    | atletismo    |
| 1993 | Hassiba Boulmerka     | atletismo    |
| 1993 | Noureddine Morceli    | atletismo    |
| 1994 | Salima Souakri        | Judo         |
| 1994 | Abdelmounaïm Yahyaoui | halterofilia |
| 1995 | Hassiba Boulmerka     | atletismo    |
| 1995 | Noureddine Morceli    | atletismo    |
| 1996 | Hocine Soltani        | boxepo       |
| 1996 | Salima Souakri        | Judo         |
| 1997 | Nouria Mérah-Benida   | atletismo    |
| 1997 | Salim Iles            | natación     |
| 1998 | Baya Rahouli          | atletismo    |
| 1998 | Mohamed Bahari        | boxeo        |
| 1999 | Djabir Saïd-Guerni    | atletismo    |
| 1999 | Salima Souakri        | Judo         |
| 2000 | Nouria Mérah-Benida   | atletismo    |
| 2000 | Ali Saïdi-Sief        | atletismo    |
| 2001 | Salima Souakri        | Judo         |
| 2001 | Salim Iles            | natación     |
| 2002 | Djabir Saïd-Guerni    | atletismo    |
| 2002 | Salima Souakri        | Judo         |
| 2003 | Djabir Saïd-Guerni    | atletismo    |
| 2003 | Lamia Louali          | Karate       |
| 2004 | Lamia Louali          | Karate       |
| 2004 | Salim Iles            | natación     |
| 2005 | Abderahmane Benamadi  | Judo         |
| 2005 | Soraya Haddad         | Judo         |
| 2006 | Salim Iles            | natación     |
| 2006 | Leila Lassouani       | halterofilia |
| 2007 | Souad Aït Salem       | atletismo    |
| 2007 | Lamine Ouahab         | Tenis        |
| 2008 | Amar Benyekhlef       | Judo         |
| 2008 | Soraya Haddad         | Judo         |
| 2010 | Madjid Bougherra      | fútbol       |
| 2010 | Sonia Aslah           | Judo         |
| 2012 | Taoufik Makhloufi     | atletismo    |
| 2012 | Soraya Haddad         | Judo         |
| 2013 | Amina Bettiche        | atletismo    |
| 2013 | Mohamed Flissi        | boxeo        |
| 2014 | Abdelmalek Slahdji    | Balonmano    |
| 2014 | Fatima-Zohra Oukazi   | Voleibol     |
| 2015 | Mohamed Flissi        | boxeo        |
| 2015 | Kaouthar Ouallal      | Judo         |